# Cymopterus evertii
Cymopterus evertii är en flockblommig växtart som beskrevs av Ronald Lee Hartman och R.S.Kirkp. Cymopterus evertii ingår i släktet Cymopterus och familjen flockblommiga växter. Inga underarter finns listade i Catalogue of Life.